# 髙山ゆうこ
髙山 ゆうこ（たかやま ゆうこ、12月18日 - ）は、日本の女性声優。群馬県出身。アイムエンタープライズ所属。

## 略歴・人物
日本ナレーション演技研究所出身。
趣味は歌を歌う事、ゲーム、料理、バスケットボール、バドミントン。特技はピアノ。
資格は栄養士、普通自動車免許、英語検定3級。

## 出演
太字はメインキャラクター。

### テレビアニメ
2008年
- あかね色に染まる坂（長瀬準一〈子供時代〉、女子）

2009年
- CLANNAD 〜AFTER STORY〜（少年）
- タユタマ -Kiss on my Deity-（泉戸裕理〈子供時代〉）

2010年
- バカとテストと召喚獣（2010年 - 2011年、中林宏美） - 2シリーズ
- みつどもえ（2010年 - 2011年、杉崎龍太） - 2シリーズ

2012年
- シャイニング・ハーツ 〜幸せのパン〜（イーリア）

2013年
- 俺の彼女と幼なじみが修羅場すぎる（女A）
- 僕は友達が少ないNEXT（お姉さん、女子生徒）
- 琴浦さん（ティッシュ配りの女性、男子A）
- 惡の華
- 超次元ゲイム ネプテューヌ THE ANIMATION（村人）

2014年
- ノラガミ（2014年 - 2015年、あみちゃん） - 2シリーズ
- NARUTO -ナルト- 疾風伝（並足ライドウ〈子供時代〉）
- ファイ・ブレイン 神のパズル（男の子）
- フューチャーカード バディファイト（2014年 - 2017年、少年ロウガ、少年） - 2シリーズ

2015年
- 電波教師（生徒B）

2016年
- パズドラクロス（女性）

2019年
- 名探偵コナン（女性）

### OVA
- 限定少女。（2009年、女子部員）
- Hi☆sCoool! セハガール コンプリートDVD 〜7人揃ってHiな気分でVサイン！ 1bitオマケつき！〜（2016年、マスターシステム）

### ゲーム
2010年
- クリミナルガールズ（サコ / 片木左子）
- 剣と魔法と学園モノ。2G（ヴェーゼ）
- ハウリングソード（アデラ）
- 魔法使いとご主人様 New Ground〜Wizard and the master〜
- わグルま!（フェビーネ）

2011年
- アイドルマスター２（ジュリア）

2013年
- クリミナルガールズ INVITATION（サコ）

2014年
- ことこと〜ラセツとコトダマの国〜（東御院ムラサキ）
- 三国魂（主人公〈女性〉1）
- 白猫プロジェクト
- 魔女のニーナとツチクレの戦士

2015年
- 家電少女（マスターシステム）
- チェインクロニクル（マスターシステム）

### ドラマCD
- さあ恋に落ちたまえ（女子生徒）
- セガ・ハード・ガールズ ドラマCD「アイドルオーディション」（テムテム〈マスターシステム〉[10]）
- Drama CD 薔薇嬢のキス〜rose1〜（女子生徒）
- 腐女子彼女。 Vol.1（映研部員）
- 腐男子彼氏。（イベント女子）
- みつどもえドラマCD〜伝説のはじまり〜（男子生徒）
- クリミナルガールズ キャラクターVOICE CD （サコ 2010年12月 冬コミ先行発売）

### 吹き替え

#### 映画
- ブラザーズ・ブルーム（ブルーム〈幼少時代〉）

#### ドラマ
- 三国志〜趙雲伝〜（李飛燕[11]）

#### アニメ
- きんきゅうしゅつどう隊 OSO
- すすめ!オクトノーツ
- DANGANバトル スラッグテラ（トリクシー）

### ラジオ
※はインターネット配信。
- セハガールのハードなSEGA情報RADIO「セハラジ」（2015年[12][13][14][15][16]、2016年[17][18][19][20][21][22]、超!A&G+※）

### ラジオCD
- バカとテストと召喚獣 文月学園放送部 Vol.3

## ディスコグラフィ

### キャラクターソング
| 発売日   | 商品名                                             | 歌 | 楽曲                | 備考                                     |
| 2010年   | 2010年                                             | 2010年 | 2010年              | 2010年                                   |
| -------- | -------------------------------------------------- | --- | ------------------- | ---------------------------------------- |
| 11月4日  | 「クリミナルガールズ」オリジナル・サウンドトラック | サコ（髙山ゆうこ） | 「いちにの、さん」  | ゲーム『クリミナルガールズ』関連曲       |
| 2014年   |                                                    | |                     |                                          |
| 10月22日 | Blooming!!/若い力 -SEGA HARD GIRLS MIX-            | ドリームキャスト（M・A・O）、セガサターン（高橋未奈美）、メガドライブ（井澤詩織）、セガ・マークIII（田中真奈美）、マスターシステム（髙山ゆうこ）、ビジュアルメモリ（上坂すみれ） | 「Blooming!!」      | 『セガ・ハード・ガールズ』イメージソング |
| 2016年   |                                                    | |                     |                                          |
| 7月6日   | 十年先へ、すすめ!                                  | マスターシステム（髙山ゆうこ） | 「GOLDEN MEMORIES」 | 『セガ・ハード・ガールズ』関連曲         |

### その他参加楽曲
| 発売日  | 商品名                             | 歌                                                 | 楽曲                                   | 備考                                                                                                  |
| 2010年  | 2010年                             | 2010年                                             | 2010年                                 | 2010年                                                                                                |
| ------- | ---------------------------------- | -------------------------------------------------- | -------------------------------------- | --- |
| 5月26日 | Precious Road 〜わたしだけの地図〜 | 片霧烈火、霜月はるか、茶太、Rita、癒月、髙山ゆうこ | 「Precious Road 〜わたしだけの地図〜」 | 羽鳥風画 PRESENTS コンセプトアルバム(ドワンゴ・ユーザーエンタテインメントのTeraBytes Recordsレーベル) |